# Ministero delle colonie
Il Ministero delle colonie è stato un dicastero del Regno d'Italia, con competenza sull'amministrazione dei possedimenti coloniali. Istituito nel 1912, nel 1937 cambiò nome in Ministero dell'Africa Italiana; venne soppresso nel 1953.

## Storia
Istituito il 20 novembre 1912 col regio decreto n. 1205, attraverso la trasformazione in ministero della Direzione centrale degli Affari coloniali, facente parte del Ministero per gli affari esteri. Esso aveva l'incarico di governare le colonie italiane tramite i governatori e di dirigere l'economia delle colonie. Il primo ministro delle colonie fu Pietro Bertolini.
Nel 1926 passò dal ministero della guerra a quello delle colonie il Regio Corpo Truppe Coloniali.
Col Regio decreto 8 aprile 1937, n. 431 in seguito alla conquista italiana dell'Etiopia e la nascita dell'Africa Orientale Italiana cambiò nome in Ministero dell'Africa Italiana. Venne soppresso con la legge n. 430 del 29 aprile 1953, entrata in vigore il 1º luglio dello stesso anno. La precedente sede del Ministero delle colonie era presso il palazzo della Consulta, dove oggi ha sede la Corte costituzionale. Alla fine degli anni trenta venne progettata una nuova sede del Ministero dell'Africa italiana, in viale delle Terme di Caracalla: essa fu ultimata nel 1952, quindi concessa in uso come sede della FAO.

## Struttura

### Ministero delle colonie
Tale ministero aveva nel 1929 le seguenti direzioni generali:
- Direzione generale dell'Africa settentrionale con 3 uffici (affari politici, affari generali e amministrativi, affari economici e finanziari)
- Direzione generale dell'Africa orientale con 3 uffici (affari politici, affari generali e amministrativi, affari economici e finanziari)
- l'ufficio studi e propaganda
- l'ufficio del personale
- l'ufficio militare
- la ragioneria centrale
- l'ufficio marina
- l'ufficio scuole e archeologia
- l'ufficio ferrovie
- l'ufficio servizi postali ed elettrici

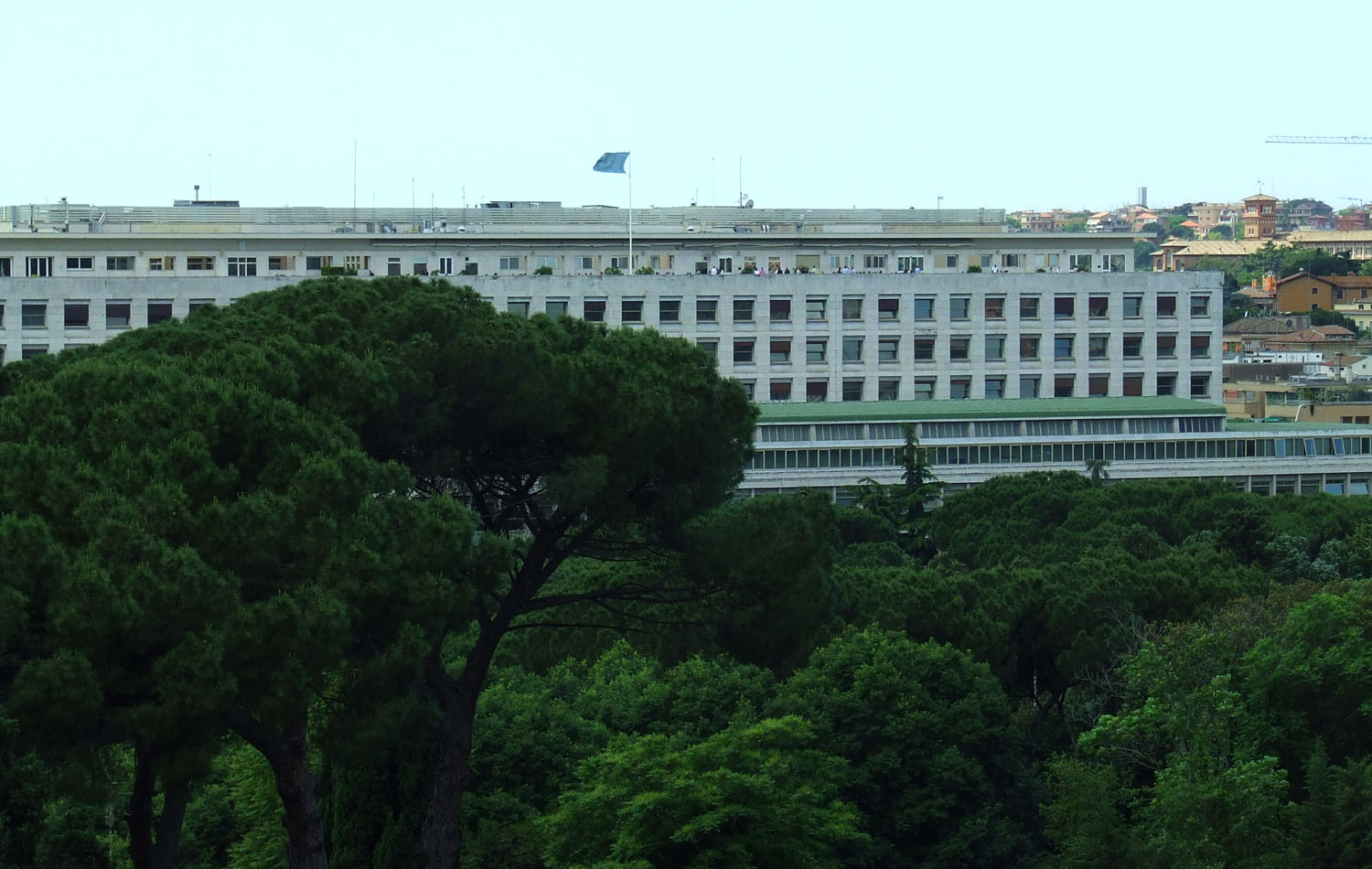
L'ex sede del Ministero dell'Africa italiana, ora sede della FAO, in viale delle Terme di Caracalla a Roma.

Inoltre nel ministero aveva sede il Consiglio superiore coloniale, diviso in 3 sezioni, composto dal:
- ministro delle Colonie
- sottosegretario di Stato alle Colonie
- 2 rappresentanti della Camera e 2 del Senato
- 2 membri del Consiglio di Stato
- 1 membro della Corte dei conti
- alti funzionari del ministero delle Colonie, Esteri, Interno, Finanze, della Marina, dell'Economia Nazionale e dei Lavori Pubblici ecc.
- 5 persone estranee all'amministrazione

Le sezioni erano:
- per gli affari politici, giuridici e amministrativi
- per gli affari economici e finanziari
- per gli affari militari, della marina, di studi e propaganda, dei servizi postali ed elettrici e del personale

Dal Ministero delle colonie dipendevano il Deposito centrale truppe coloniali con sede a Napoli nella caserma Garibaldi che provvedeva all'arruolamento e ai viaggi del personale delle Regie Truppe Coloniali e all'accentramento dei materiali militari destinati alle colonie. Inoltre dal ministero dipendeva la Tappa Coloniale con sede a Siracusa, come distaccamento del deposito, che provvedeva alla raccolta e all'invio a destinazione dei soldati diretti in Libia, alla raccolta e avviamento dei reduci dalla Libia e alla raccolta e all'invio di ascari in Libia.
Inoltre il ministero aveva contatti con il Ministero degli esteri da cui dipendevano le Isole italiane dell'Egeo attraverso la Direzione Centrale degli affari politici, commerciali e privati d'Europa e Levante. 

### Ministero dell'Africa Italiana

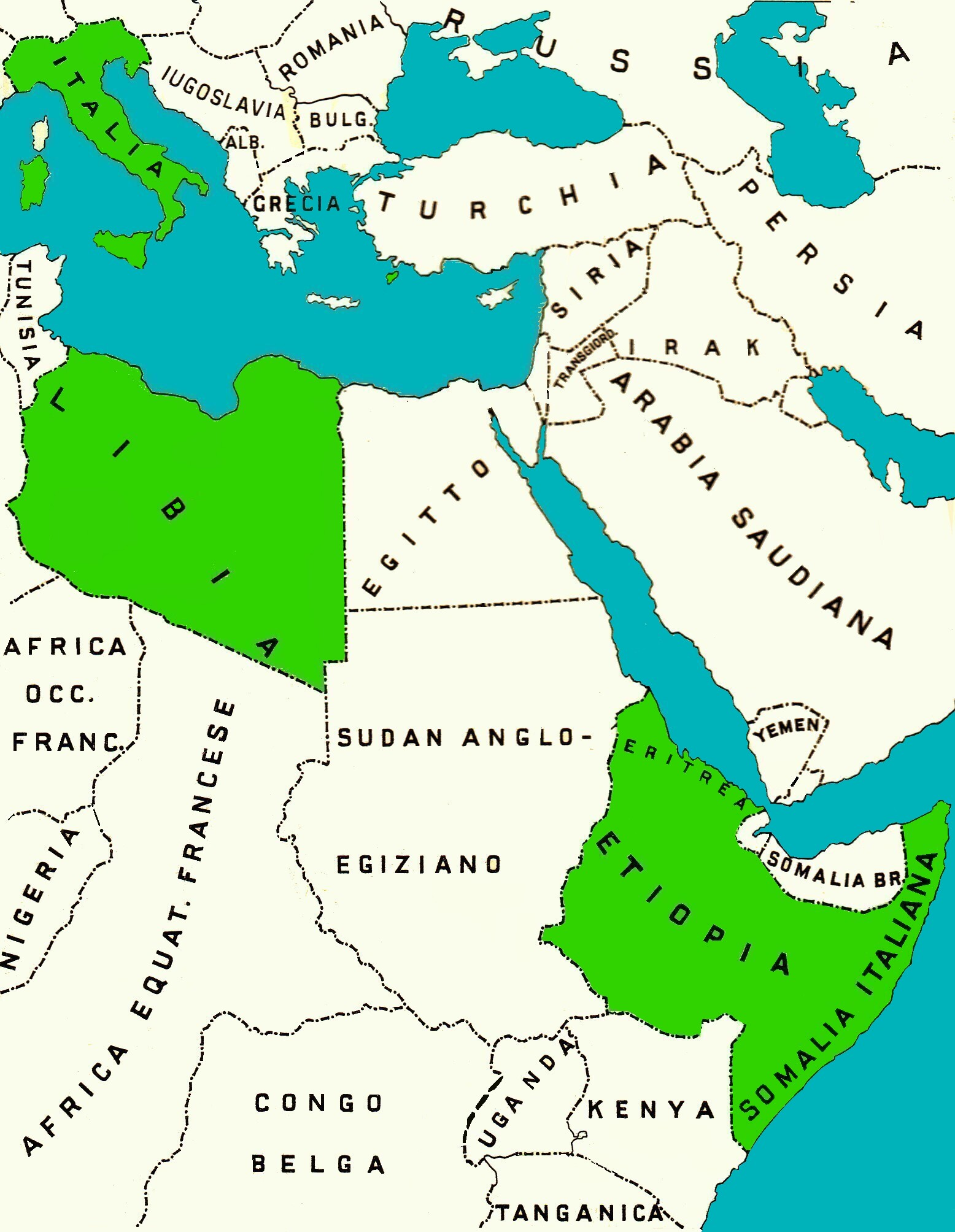
Il Regno d'Italia e le sue colonie nel 1936

Con il r.d. 8 aprile 1937, n. 431, il ministero delle colonie fu trasformato in Ministero dell'Africa Italiana, dal quale dipendevano la Libia italiana e l'Africa Orientale Italiana. La ristrutturazione degli uffici fu attuata con il Regio decreto 1 luglio 1937, n. 1233, che istituiva:
- direzione generale Affari politici
- direzione generale Affari civili
- direzione generale Affari economici e finanziari
- direzione generale Affari della colonizzazione e del lavoro
- direzione generale Affari generali e del personali
- comando generale di polizia coloniale
- ufficio militare
- ufficio studi 
  - l'archivio storico

#### Nella Repubblica
Durante la Repubblica Italiana il Ministero dell'Africa Italiana fu tenuto sempre ad interim dal Presidente del Consiglio dei ministri Alcide De Gasperi.
Dal 1951 al 1953 ci fu anche un sottosegretario (Giuseppe Brusasca). Con la soppressione del ministero nel 1953, molti funzionari passarono alle dipendenze dell'Amministrazione fiduciaria italiana della Somalia fino al 1960.

## Ministri delle colonie e dell'A.I.
- Elenco dei ministri (1912-1953).

L'elenco comprende il nominativo dei ministri delle colonie dal 20 novembre 1912, sua creazione sotto il governo Giolitti IV, al 19 aprile 1953, con il governo De Gasperi VII.
Nel 1937 la denominazione del ministero cambia e il ministro assume il titolo di ministro dell'Africa italiana.